# Manduca sesquiplex
Manduca sesquiplex är en fjärilsart som beskrevs av Jean Baptiste Boisduval 1870. Manduca sesquiplex ingår i släktet Manduca och familjen svärmare. Inga underarter finns listade i Catalogue of Life.